# 巨大企業の日本改革3.0「生きづらいです2021」〜大きな会社と大きな会社とテレ東と〜
『巨大企業の日本改革3.0「生きづらいです2021」〜大きな会社と大きな会社とテレ東と〜』（きょだいきぎょうのにほんかいかく さんてんれい「いきづらいですにせんにじゅういち」〜おおきなかいしゃとおおきなかいしゃとてれとうと〜）は、2021年3月30日（29日深夜）から9月14日（13日深夜）までテレビ東京で放送されていた経済ドキュメンタリー・教養番組。加藤浩次の吉本興業独立後冠番組。
2022年3月2日（1日深夜）から3月23日（22日深夜）までの全4回、毎週水曜日の0時30分 - 1時（火曜深夜）に、『巨大企業の日本改革3.0「生きづらいです2022」〜大きな会社と大きな会社とテレ東と〜』（きょだいきぎょうのにほんかいかく さんてんれい「いきづらいですにせんにじゅうに」〜おおきなかいしゃとおおきなかいしゃとてれとうと〜）と題して放送。2022年4月10日（9日深夜）から2022年6月27日（26日深夜）、毎週日曜日の2時15分 - 40分（土曜深夜）に同題でシーズン4の放送を行っていた。
2023年も『巨大企業の日本改革3.0「生きづらいです2023」～大きな会社と大きな会社とテレ東と～』（きょだいきぎょうのにほんかいかく さんてんれい「いきづらいですにせんにじゅうさん」～おおきなかいしゃとおおきなかいしゃとてれとうと～）と題して2023年7月9日（8日深夜）から2023年10月1日（9月30日深夜）、毎週日曜日の2時15分 - 40分（土曜深夜）にシーズン6として放送した。

## 概要
「今、アナタの生きづらい事は何ですか?」をテーマに、MC・加藤浩次とテレビ東京・伊藤隆行プロデューサーの2人が、インキュベーションセンター・ARCHで大企業の新規事業開発に密着。新しいモノはどう生まれるのか?、私たちの生活を変えるのか?、そのプロセスから大企業アルアルの悩みや内情までを全てリアルに描く前代未聞の「経済リアリティSHOW」。
本番組から全編ローカルセールス枠に転換されたため、番組開始時点での放送局はテレビ東京のみとなった。なおTver、ネットもテレ東では無料見逃し配信を行っている。

## 出演者
MC
- 加藤浩次

出演者
- 伊藤隆行（テレビ東京）

ナレーター
- 倉野麻里

## ネット局と放送時間
| 放送対象地域 | 放送局            | 系列           | 放送日時                     | 放送開始日    | 備考   |
| ------------ | ----------------- | -------------- | ---------------------------- | ------------- | ------ |
| 関東広域圏   | テレビ東京（TX）  | テレビ東京系列 | 火曜 0:30 - 1:00（月曜深夜） | 2021年3月30日 | 製作局 |
| 富山県       | 北日本放送（KNB） | 日本テレビ系列 | 日曜 13:00 - 13:30           |               |        |

## スタッフ
- カメラ：大手洋行、二方昭雄、湯原直樹、野崎潤一
- VE：田中竜也、山口聡
- 美術：岩本朝美
- 技術協力：ウインクツー、D☆DFACTORY
- 衣装協力：BOGLIOLI ESTNATION
- 編集：時田奈苗、芦田先、宮本陽介、下山直之、中祐也
- MA：名取瑞穂、降旗直人
- 音効：クォンジノ
- デスク：山下幸恵
- AD：山口航大、能登谷和旺、大坪奨、那須こころ
- ディレクター：小山紘、永井信二郎、門脇泰久、黒原竜二、関口豊
- コンテンツプロデューサー：林克征
- プロデューサー：工藤里紗、吉原正浩、徳光崇臣、新井若菜
- チーフプロデューサー：伊藤隆行
- 制作協力：日経映像、Wholeman
- 製作著作：テレビ東京